# Комапа (муниципалитет)
Комапа (исп. Comapa) — муниципалитет в Мексике, штат Веракрус, расположен в Горном регионе. Административный центр — город Комапа.